# تخته‌سفید

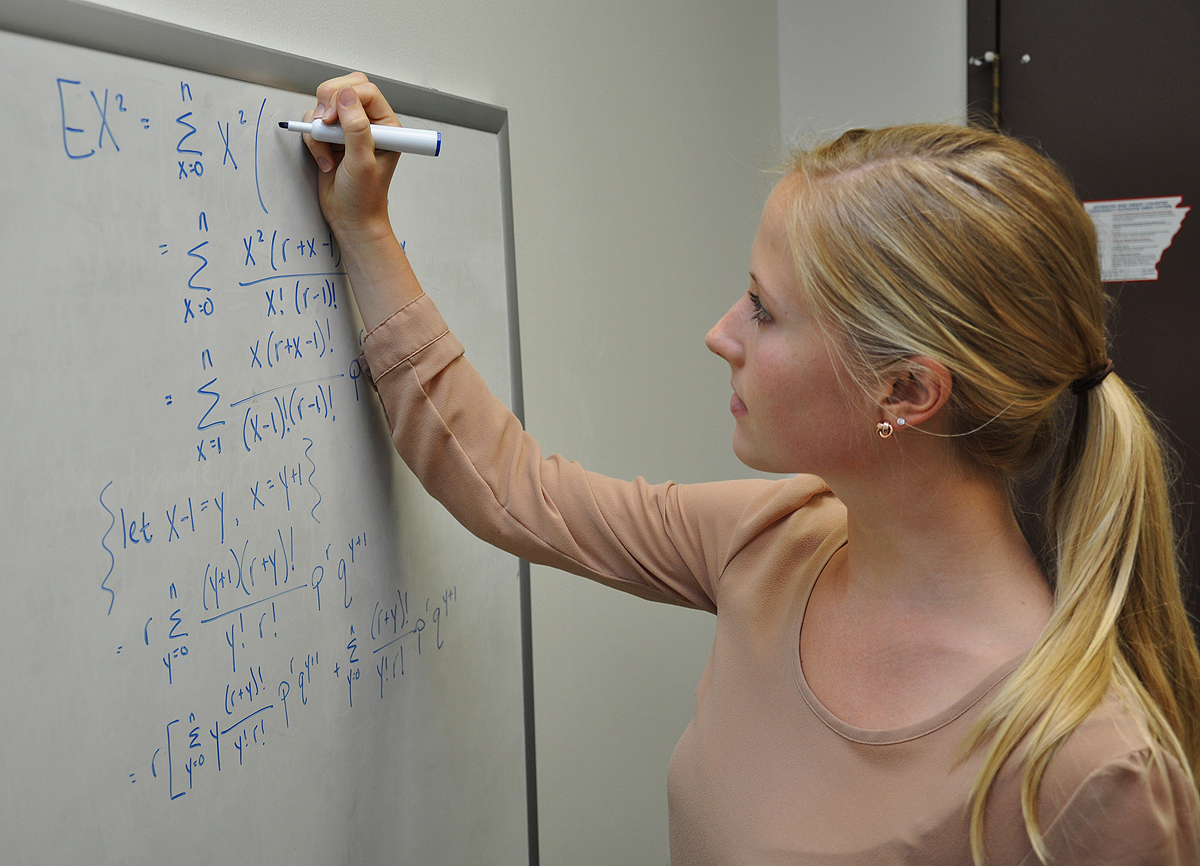
تخته سفید (وایت‌برد)

تخته سفید یا وایت‌برد وسیله‌ای است دارای سطحی وسیع برای نوشتن. از تخته سفید در مکان‌های آموزشی استفاده می‌شود. برای نوشتن روی تخته سفید از ماژیک‌های مخصوص استفاده می‌کنند. برای پاک کردن نوشته‌ها نیز از وسیله‌ای به نام تخته پاک کن، که از یک تکه اَبر تشکیل شده‌است، استفاده می‌شود. با به وجود آمدن تخته سفید، امروزه دیگر کمتر از تخته سیاه استفاده می‌شود.

## تاریخچه
وایت برد توسط مارتین هیت که در جنگ کره عکاس بود اختراع شد. ایدهٔ این نوع تخته از نوشتن پیام‌ها بر روی دیوار کناریِ تلفن گرفته شد.
مارتین در هنگام کار با نگاتیوهای فیلم متوجه شد که با ماژیک می‌شود روی فیلم نوشت و می‌توان به‌راحتی آن را با دستمال خیس پاک کرد. این روش، آغازی برای ساخت اولین وایت‌بردهای اولیه بود.
اولین مدل برای وارد کردن نمونه و پرده‌برداری توسط مارتین ساخته شد که شب قبلش نمونه در آتش سوخت و باعث شد که آقای مارتین هیت ایدهٔ خودش را به دری-مارک بفروشد، و به این ترتیب آنان وایت‌برد را به دنیای آموزشی معرفی کردند.
در اواخر دههٔ ۱۹۵۰ و اوایل دههٔ ۱۹۶۰ میلادی اولین وایت‌بردها در بازار پخش شد؛ ولی این موضوع حدود ۳۰ سال طول کشید تا عملاً وارد کلاس‌های درسی شود. در اوایل سال ۱۹۹۰، گرد و خاکِ پخش‌شده از گچ تخته سیاه باعث آلرژی و بیماری‌های ریوی می‌شد، و همین امر باعث تسریع در ورود وایت‌برد به کلاس‌های درس شد.
اولین وایت‌بردها بسیار گران بودند و از جنس ملامین و بهترین جایگزین تخته سیاه بودند، ولی این نوع تخته زود لکه‌دار شده و بعد از مدتی به‌سختی پاک می‌شوند.
لعاب دادن به سطح ورق‌های مغناطیسی یک روش جدید بود که بسیار کمک کرد وایت‌برد با کیفیت بهتر و باصرفه تولید شود و قیمت آن پایین‌تر بیاید.
انواع تخته‌سفید
ورق‌های صمغ با کاغذ ادغام شده که معمولاً روی چوب‌های ام دی اف قرار می‌گیرد و در ابعاد مختلف و کیفیت‌های نامعلوم تولید می‌شود. کیفیت و کارایی این نوع معمولاً به شرکت تولیدکنندهٔ آن بستگی دارد.
فولاد رنگ‌شده یا آلومینیوم
نوع فولادی و آلومینیومی انواع بسیار مختلفی دارد. این نوع سطح بسیار لطیف و تمیز است که به‌راحتی تمیز و بر روی آن نوشته می‌شود. در این نوع، ورق فولاد از لایه‌های مختلفی تشکیل شده‌است که بسته به نوع تولید آن کیفیت تعیین می‌شود.
پورسلین لعاب‌داده‌شده بر روی فولاد
سرامیک (شیشه) بر روی فولاد پاشیده می‌شود. این نوع وایت‌برد از کیفیت بسیار بالایی برخوردار است و معمولاً از گارانتی مادام‌العمر برخوردار است. از این نوع همیشه در صنعت‌هایی که استفادهٔ بسیار بالا دارد، بهره برده می‌شود. سطح آن ضد خش است، که فقط با موادی مانند الماس خش‌دار می‌شود.

جوهر ماژیک‌ها در سطح وارد نمی‌شود و قابلیت مغناطیسی دارد. این نوع وایت‌برد به‌دلیل استفاده از مواد باکیفیت و باارزش، از قیمت بسیار بالایی برخوردار است.

## مزایای استفاده از وایت‌برد
- ماژیک‌های وایت‌برد حساسیت‌زا نیستند و مواد گچیِ آلاینده که باعث آسم و آلرژی می‌شوند ندارند.
- ویدئو پروژکتور به‌راحتی بر روی وایت‌برد استفاده می‌شود و این امکان را به کاربر می‌دهد که از ماژیک برای ویرایش یا علامت‌گذاری استفاده کند.
- ماژیک وایت‌برد بسیار راحت در دست قرار می‌گیرد. این کمکِ بسیار خوبی برای معلولان از ناحیهٔ دست یا کسانی است که دچار بیماری در دستانشان هستند. به‌علاوه، در مقایسه با تخته سیاه، به انرژی کمتری برای نوشتن بر روی تخته‌سفید نیاز است.
- مانند تخته سیاه، تخته سفید باعث استفادهٔ کمتر از کاغذ می‌شود.
- در مقایسه با تنوع رنگ گچ‌های تخته سیاه، عملاً تنوع رنگ ماژیک‌های تخته سفید بسیار بیشتر است.
- تخته‌سفید را معمولاً به‌راحتی می‌توان برای استفاده به مکان دیگری انتقال داد، که این ویژگی را به‌ندرت می‌توان در تخته‌سیاه‌ها دید.
- تخته سفید در اندازه‌های گوناگون تولید می‌شود.

## دستورالعمل نگه داری وایت برد
- از ماژیک وایت برد مرغوب استفاده شود.
- از تخته پاک کن‌های زبر و خشن و تخته پاک کن‌های اشباع شده از جوهر استفاده نشود.
- از باقی گذاشتن نوشته روی تابلو برای مدت طولانی خودداری شود.
- از پاک نمودن تابلو با موادی مانند تینر یا الکل جداً خودداری شود.
- توصیه می‌شود به منظور طولانی‌تر شدن عمر مفید تابلو، ماهیانه از اسپری پاک‌کننده وایت برد استفاده شود.